# Veľký Kýr
Veľký Kýr (in ungherese Nyitranagykér) è un comune della Slovacchia facente parte del distretto di Nové Zámky, nella regione di Nitra.